# Darja Sopova
Darja Sopova, född 18 februari 2002, är en lettisk friidrottare med specialisering på tresteg. Säsongen 2021 tog hon brons i både världsmästerskapen och europamästerskapen för juniorer. Hennes personbästa är 13,62 m.